# Missionari di San Giuseppe del Messico
I Missionari di San Giuseppe del Messico (in latino Societas Missionariorum a S. Joseph) sono un istituto religioso maschile di diritto pontificio: i membri di questa congregazione clericale, detti Giuseppini, pospongono al loro nome le sigle M.J. o S.S.I.

## Storia
La congregazione venne fondata a Città del Messico il 19 settembre 1872 dal sacerdote di origine spagnola José María Villaseca, della Congregazione della Missione, per l'apostolato tra i non cristiani dell'America Latina e l'istruzione: Pelagio Antonio de Labastida y Dávalos, arcivescovo di Città del Messico, approvò le prime regole dei giuseppini il 6 dicembre 1876.
L'istituto ottenne il pontificio decreto di lode il 20 agosto 1897 e venne approvato definitivamente dalla Santa Sede il 27 aprile 1903 (le sue costituzioni il 14 settembre 1911).

## Attività e diffusione
I Missionari di San Giuseppe si dedicano alle missioni, sia popolari nelle zone rurali dell'America Centrale che ad gentes (anche in Africa), e all'educazione della gioventù.
Oltre che in Messico, sono presenti negli Stati Uniti d'America, a Porto Rico, in Nicaragua, in Guatemala, in El Salvador, in Costa Rica, in Venezuela, in Cile, in Italia e in Angola. La sede generalizia è a Città del Messico.
Alla fine del 2005, la congregazione contava 48 case e 174 religiosi, dei quali 123 sacerdoti.